# Charaxes montis
Charaxes montis är en fjärilsart som beskrevs av Jackson 1956. Charaxes montis ingår i släktet Charaxes och familjen praktfjärilar. Inga underarter finns listade i Catalogue of Life.